# Eugène Nyon
Charles-Guillaume-Eugène Nyon, né le 16 mai 1812 à Savillan (Piémont) et mort le 29 janvier 1870 à Paris 18e, est un vaudevilliste et romancier français, auteur notamment de romans historiques et de récits didactiques destinés à la jeunesse.
Son récit le plus connu est Le Colon de Mettray, qui a pour cadre la colonie pénitentiaire de Mettray. Eugène Nyon a également collaboré à plusieurs revues, dont la Revue pour tous, sous le nom d'Amédée Achard, et le Messager des dames et des demoiselles, auquel il contribuait des chroniques parisiennes sous le nom de comtesse de Sabran et dont il fut un temps directeur. Dans le domaine théâtral, son plus illustre collaborateur fut Eugène Labiche.
À la Révolution française de 1848, il est éphémèrement Commissaire du gouvernement de la Somme.
Il est enterré au cimetière de Montmartre (26e division).

## Œuvres

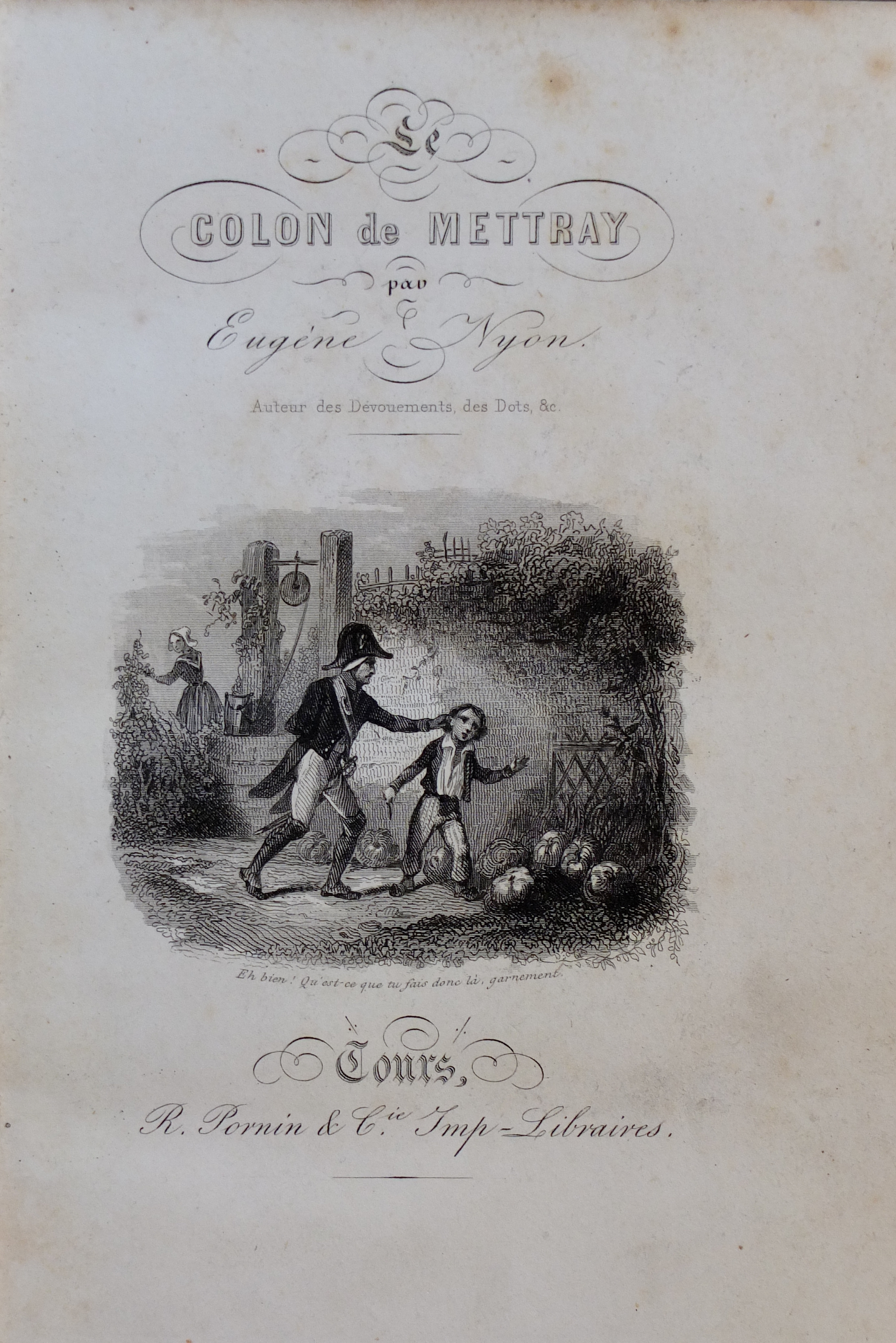
Page de titre de Le Colon de Mettray paru en 1845.

- Les Pérégrinations, escapades et aventures de Claude La Ramée et de son cousin Labiche, 1842 Texte en ligne
- Les Dots, nouvelles, 1843
- Les Dévouements, 1844
- Gloire et noblesse, 1844
- Le Colon de Mettray, 1845 Texte en ligne
- Les Cieutat, ou le Siège de Villeneuve d'Agen sous Henri III, 1845
- Âme et grandeur, 1846
- Le Français en Écosse, ou le Page de Jacques V, histoire du XVIe siècle, 1846
- Les Nobles Filles, 1861
- Contes et nouvelles. Gloire et noblesse. Les Dots, 1861
- Les Cœurs d'or, 1862
- Grandeur et Décadence d'une capote rose, 1863
- La Reine de Jérusalem, 1863
- Les Enfants de Mérovée, récits historiques du Ve siècle au VIIe siècle, 1863 Texte en ligne
- Le Fils du gouverneur, ou le Siège de Villeneuve d'Agen sous Henri III, 1863
- Splendeur et Misères d'un dictionnaire grec, souvenirs de pension, 1864
- Moumoute et Carnage, 1864
- Les Aventures de Joachim et de son ami Diego, 1865
- Paul et Jean, 1867

Théâtre
- Monsieur Jouvenot, ou les Cartes de visite, comédie-vaudeville en 1 acte, Paris, Théâtre de la Gaîté, 31 décembre 1837
- Le Premier Succès de Jean-Baptiste, comédie-vaudeville en 2 actes, Paris, Théâtre des Délassements-Comiques, 2 novembre 1841
- Les Noces de Jocrisse, folie-vaudeville en 2 actes, avec Édouard Brisebarre, Paris, Théâtre des Folies-Dramatiques, 22 février 1842
- L'Écuyer tranchant, comédie en 1 acte, mêlée de chant, avec Édouard Brisebarre, Paris, Théâtre de l'Ambigu-Comique, 22 mai 1842
- Les Deux Joseph, comédie-vaudeville en 1 acte, avec Charles Potier, Paris, Théâtre des Folies-Dramatiques, 26 mai 1842
- Deux Paires de bretelles, comédie-vaudeville en 2 actes, avec Édouard Brisebarre, Paris, Théâtre des Folies-Dramatiques, 3 février 1844
- Le Zéro, comédie en 1 acte, mêlée de chant, avec Édouard Brisebarre, Paris, Théâtre de l'Ambigu-Comique, 10 mars 1844
- La Révolte des Marmouzets, comédie-vaudeville en 1 acte, avec Édouard Brisebarre, Paris, Théâtre de l'Ambigu-Comique, 1er juillet 1845
- Les murs ont des oreilles, comédie-vaudeville en 2 actes, mêlée de chants, avec Auguste Anicet-Bourgeois et Édouard Brisebarre, Paris, Théâtre du Gymnase-Dramatique, 10 septembre 1845
- L'Enfant de la maison, vaudeville en un acte, avec Eugène Labiche et Charles Varin, Paris, Théâtre du Gymnase, 21 novembre 1845
- La Modiste au camp, folie-vaudeville en 1 acte, avec Édouard Brisebarre, Paris, Théâtre des Folies-Dramatiques, 2 avril 1846
- La Baronne de Blignac, comédie-vaudeville en 1 acte, avec Dumanoir, Paris, Théâtre des Variétés, 6 juin 1846
- L'Inventeur de la poudre, comédie-vaudeville en 1 acte, avec Eugène Labiche et Auguste Lefranc, Paris, Théâtre du Palais-Royal, 17 juin 1846
- Roch et Luc, vaudeville en 1 acte, avec Édouard Brisebarre, Paris, Théâtre des Variétés, 16 novembre 1846
- Les Trois Paysans, vaudeville en 1 acte, avec Édouard Brisebarre, Paris, Théâtre des Variétés, 9 mai 1847
- Secours contre l'incendie, comédie mêlée de couplets, en 1 acte, avec Auguste Lefranc, Paris, Théâtre du Palais-Royal, 6 juillet 1847
- La Rose de Provins, vaudeville en 1 acte, Paris, Théâtre des Folies-Dramatiques, 12 février 1848
- Un Turc pris dans une porte, scènes de la vie nocturne, avec Édouard Brisebarre, Paris, Théâtre des Folies-Dramatiques, 17 février 1849
- Adrienne de Carotteville, ou la Reine de la fantaisie, parodie en 1 acte du Juif Errant, avec Édouard Brisebarre et Charles Potier, Paris, Théâtre des Délassements-Comiques, 2 juillet 1849
- Rue de l'Homme-Armé, numéro 8 bis, comédie-vaudeville en 4 actes, avec Eugène Labiche, Paris, Théâtre des Variétés, 24 septembre 1849
- Les Vignes du Seigneur, vaudeville en 1 acte, avec Édouard Brisebarre, Paris, Théâtre Montansier, 18 janvier 1850
- Le Baiser de l'étrier, scènes de la vie de garçon, avec Édouard Brisebarre, Paris, Théâtre du Vaudeville, 19 avril 1850
- En manches de chemise, vaudeville en 1 acte, avec Eugène Labiche et Auguste Lefranc, Paris, Théâtre du Palais-Royal, 8 août 1851
- Histoire d'une rose et d'un croque-mort, drame en 5 actes, avec Édouard Brisebarre, Paris, Théâtre de l'Ambigu-Comique, 16 août 1851
- Drinn-Drinn, vaudeville en 1 acte, avec Édouard Brisebarre et Charles Labie, Paris, Théâtre des Variétés, 13 septembre 1851
- Le Pour et le contre, comédie en 1 acte et en prose, avec Jean Lafitte, Paris, Théâtre-Français, 22 janvier 1852
- Le Laquais d'un nègre, comédie-vaudeville en 4 actes, avec Édouard Brisebarre, Théâtre des Folies-Dramatiques, 27 janvier 1852
- Histoire d'une femme mariée, drame en 3 actes, mêlé de chants, avec Édouard Brisebarre, Paris, Théâtre de l'Ambigu-Comique, 19 octobre 1852
- Monsieur le Vicomte, comédie-vaudeville en 2 actes, avec Jules de Prémaray, Paris, Théâtre des Variétés, 10 janvier 1853
- Monsieur de La Palisse, vaudeville en 1 acte, avec Pierre Carmouche et Davrecour, Paris, Théâtre des Variétés, 11 mai 1854
- Théodore, désespoirs nocturnes d'un célibataire, vaudeville en un acte, avec Édouard Brisebarre, 1854 Texte en ligne
- L'Hiver d'un homme marié, scènes de la vie conjugale, en 1 acte, avec Édouard Brisebarre, Paris, Théâtre du Vaudeville, 2 juin 1855
- Les Gens de théâtre, scènes de la vie dramatique en 5 parties, avec Édouard Brisebarre, Paris, Théâtre de l'Odéon, 29 janvier 1857
- Le Coq de Micylle, comédie en 2 actes, en vers, avec Henry Trianon, Paris, Théâtre-Français, 7 mai 1868.